# Narragodes lilacina
Narragodes lilacina là một loài bướm đêm trong họ Geometridae.